# فراشة إمبراطورية رقيبة
الفراشة الإمبراطورية الرقيبة أو إمبراطور رقيب (الاسم العلمي: Mimathyma chevana)، نوع من الفراشات التي تنتمي إلى جنس فراشة الإمبراطور وفصيلة الحورائيات. وصفت أول مرة من قبل فريدريك مور عام 1865.
تضم نويعان:
- M. c. chevana سيكيم، أسام، شمال بورما
- M. c. leechii Moore, [1896] غرب ووسط الصين

تقوم الفراشة الإمبراطورية الرقيبة بتشبه بفراشة هيمالايا الرقيبة.